# 남선면
남선면(南先面)은 대한민국 경상북도 안동시의 면이다.

## 연혁
- 조선 시대에는 안동부의 남쪽에 있다하여 부남(府南)이라 칭하였으나 숙종 때 남선과 남후로 분리되었다.
- 1895년 5월 26일 : 남선면이 되었다.
- 1914년 3월 1일 : 행정구역 개편으로 10개리로 개편
- 1983년 2월 15일 : 행정구역 개편으로  남선면 정상리와 정하리가 안동시 강남동으로 편입

## 행정 구역
| 법정리 | 행정리                    | 비고                   |
| ------ | ------------------------- | ---------------------- |
| 구미리 | 구미리                    | 면 행정복지센터 소재지 |
| 도로리 | 도로리                    |                        |
| 신석리 | 신석1리, 신석2리          |                        |
| 신흥리 | 신흥리                    |                        |
| 외하리 | 외하리                    |                        |
| 원림리 | 원림1리, 원림2리          |                        |
| 이천리 | 이천1리, 이천2리, 이천3리 |                        |
| 현내리 | 현내1리, 현내2리          |                        |

## 교통
- 국도 제35호선